# Territorialprälatur Moyobamba
Die Territorialprälatur Moyobamba (lat.: Territorialis Praelatura Moyobambensis) ist eine in Peru gelegene römisch-katholische Territorialprälatur mit Sitz in Moyobamba.

## Geschichte
Ein Vorläufer der Territorialprälatur Moyobamba, auf dessen Tradition diese sich beruft, war das Bistum Maynas, das von 1812 bis 1843 seinen Sitz in Moyobamba hatte.
Die Territorialprälatur Moyobamba wurde am 7. März 1948 aus Gebietsabtretungen des Bistums Chachapoyas errichtet und dem Erzbistum Trujillo als Suffragan unterstellt.

## Sprengel
Die Territorialprälatur Moyobamba umfasst die Provinzen Moyobamba, Bellavista, El Dorado, Huallaga, Lamas, Mariscal Cáceres, Picota, Rioja, und San Martín.

## Prälaten von Moyobamba
- Martin Fulgencio Elorza Legaristi CP, 15. Januar 1949–30. Dezember 1966
- Venancio Celestino Orbe Uriarte CP, 25. August 1967–6. Juni 2000
- José Santos Iztueta Mendizábal CP, 6. Juni 2000–21. Juli 2007
- Rafael Alfonso Escudero López-Brea, seit dem 21. Juli 2007

## Kathedrale
Die Kathedrale Santiago Apóstol wurde bei einem schweren Erdbeben am 29. Mai 1990 zerstört, nur die Grabkapelle für Martin Fulgencio Elorza Legaristi blieb erhalten. Die neue, an gleicher Stelle nach Plänen des Architekten Jhonny Montalván Silva gebaute Kathedrale wurde am 26. November 2011 geweiht.